# Olga Zajcewa (biathlonistka)
Olga Aleksiejewna Zajcewa-Augustin (ros. Ольга Алексеевна Зайцева-Аугустин, ur. 16 maja 1978 r. w Moskwie) – biathlonistka rosyjska, trzykrotna medalistka olimpijska i wielokrotna medalistka mistrzostw świata.

## Kariera
Po raz pierwszy na arenie międzynarodowej pojawiła się w 1996 roku, zdobywając na mistrzostwach świata juniorów w Kontiolahti srebro w sprincie. Podczas mistrzostw świata juniorów w Forni Avoltri rok później zdobyła złoty medal w biegu drużynowym. Ponadto zwyciężyła w biegu drużynowym oraz zajęła trzecie miejsce w biegu indywidualnym na mistrzostwach świata juniorów w Valcartier w 1998 roku.
W Pucharze Świata zadebiutowała 12 lutego 2000 roku w Östersund, zajmując 62. miejsce w sprincie. Pierwsze punkty wywalczyła 10 stycznia 2002 roku w Oberhofie, gdzie zajęła 24. miejsce w tej samej konkurencji. Pierwszy raz na podium zawodów pucharowych stanęła 5 grudnia 2002 roku w Östersund, gdzie wygrała rywalizację w sprincie. W zawodach tych wyprzedziła Francuzkę Sylvie Becaert i swą rodaczkę - Olgę Pylową. W kolejnych startach jeszcze 45 razy stawała na podium, odnosząc przy tym kolejne 12 zwycięstw: 4 w sprincie i biegu pościgowym oraz po 2 w starcie masowym i biegu indywidualnym. Najlepsze wyniki osiągnęła w sezonie 2004/2005, kiedy zajęła czwarte miejsce w klasyfikacji generalnej. W tym samym sezonie wygrała klasyfikację biegu masowego, a w klasyfikacjach sprintu i biegu pościgowego była trzecia. Ponadto w sezonie 2009/2010 ponownie była trzecia w klasyfikacji biegu pościgowego.
Pierwszy medal wśród seniorek zdobyła w 2001 roku, razem z koleżankami zajmując drugie miejsce w sztafecie na mistrzostwach Europy w Haute-Maurienne. Na rozgrywanych cztery lata później mistrzostwach świata w Hochfilzen zdobyła trzy medale. Najpierw była druga w sprincie, rozdzielając Niemkę Uschi Disl i reprezentującą Białoruś Ołenę Zubryłową. W biegu pościgowym uległa jeszcze Chince Liu Xianying i zajęła ostatecznie trzecie miejsce. W sztafecie razem z Olgą Pylową, Anną Bogalij-Titowiec, Swietłaną Iszmuratową wywalczyła złoty medal. Ponadto zdobyła srebro w rozegranej po raz pierwszy sztafecie mieszanej podczas mistrzostw świata w biathlonie sztafet mieszanych w Chanty-Mansyjsku.
Zdobyła również cztery medale na mistrzostwach świata w Pjongczangu w 2009 roku. W sprincie była trzecia, za Niemkami Kati Wilhelm i Simone Hauswald. Trzecia była również w biegu pościgowym, plasując się za Szwedką Heleną Jonsson i Kati Wilhelm. Następnie wraz z koleżankami zdobyła kolejny złoty medal w sztafecie. Ponadto zwyciężyła także w biegu masowym, wyprzedzając Anastasiję Kuźminę ze Słowacji i Helenę Jonsson.
W 2002 roku wystartowała na igrzyskach olimpijskich w Salt Lake City, gdzie w swoim jedynym starcie zajęła 37. miejsce w biegu indywidualnym. Na rozgrywanych cztery lata później igrzyskach w Turynie wspólnie z Anną Bogalij-Titowiec, Swietłaną Iszmuratową i Albiną Achatową została mistrzynią olimpijską w sztafecie. Zajęła też między innymi dziewiąte miejsce w sprincie. Kolejne dwa medale zdobyła na igrzyskach olimpijskich w Vancouver w 2010 roku. Rosjanki w składzie: Swietłana Slepcowa, Anna Bogalij-Titowiec, Olga Miedwiedcewa (Pylowa) i Olga Zajcewa ponownie zwyciężyły w sztafecie. Zajcewa zdobyła także srebrny medal w biegu masowym, plasując się między Niemkami: Magdaleną Neuner i Simone Hauswald. Brała też udział w igrzyskach w Soczi w 2014 roku, gdzie została srebrną medalistką w sztafecie, była czwarta w sztafecie mieszanej, a indywidualnie plasowała się poza czołową dziesiątką.
W 2017 roku Międzynarodowy Komitet Olimpijski zdyskwalifikował Zajcewą za stosowanie dopingu podczas ZIO w Soczi, jej wyniki zostały anulowane, a medal odebrany.
W latach 2006–2013 jej mężem był słowacki biathlonista Milan Augustin, para doczekała się syna, Aleksandra (ur. 2007). W 2015 roku urodziła drugiego syna, Stiepana, którego ojcem jest serwisant Piotr Trifonow.

## Osiągnięcia

### Igrzyska olimpijskie
| Rok  | Miejscowość    | Konkurencje | Konkurencje | Konkurencje | Konkurencje | Konkurencje | Konkurencje | Konkurencje |
| Rok  | Miejscowość    | IN          | SP          | PU          | MS          | RL          | MR          | SR          |
| ---- | -------------- | ----------- | ----------- | ----------- | ----------- | ----------- | ----------- | ----------- |
| 2002 | Salt Lake City | 37.         | –           | –           | nd.         | –           | nd.         | –           |
| 2006 | Turyn          | –           | 9.          | 19.         | 15.         | 1.          | nd.         | –           |
| 2010 | Vancouver      | 26.         | 7.          | 7.          | 2.          | 1.          | nd.         | –           |
| 2014 | Soczi          | DSQ         | DSQ         | DSQ         | DSQ         | DSQ         | DSQ         | –           |

### Mistrzostwa świata
| Rok  | Miejscowość          | Konkurencje | Konkurencje | Konkurencje | Konkurencje | Konkurencje | Konkurencje | Konkurencje |
| Rok  | Miejscowość          | IN          | SP          | PU          | MS          | RL          | MR          | SR          |
| ---- | -------------------- | ----------- | ----------- | ----------- | ----------- | ----------- | ----------- | ----------- |
| 2003 | Chanty-Mansyjsk      | 32.         | –           | –           | –           | –           | nd.         | –           |
| 2004 | Oberhof              | 49.         | –           | –           | 20.         | –           | nd.         | –           |
| 2005 | Hochfilzen           | –           | 2.          | 3.          | 17.         | 1.          | nd.         | –           |
| 2005 | Chanty-Mansyjsk      | nd.         | nd.         | nd.         | nd.         | nd.         | 2.          | –           |
| 2009 | Pjongczang           | 14.         | 3.          | 3.          | 1.          | 1.          | 5.          | –           |
| 2010 | Chanty-Mansyjsk      | nd.         | nd.         | nd.         | nd.         | nd.         | 4.          | –           |
| 2011 | Chanty-Mansyjsk      | –           | 4.          | 12.         | 6.          | 8.          | 6.          | –           |
| 2012 | Ruhpolding           | 6.          | 16.         | 7.          | DSQ         | 7.          | 5.          | –           |
| 2013 | Nové Město na Moravě | 6.          | 4.          | 4.          | 5.          | 4.          | 6.          | –           |

### Mistrzostwa Europy
| Rok  | Miejscowość     | Konkurencje | Konkurencje | Konkurencje | Konkurencje | Konkurencje | Konkurencje | Konkurencje |
| Rok  | Miejscowość     | IN          | SP          | PU          | MS          | RL          | MR          | SR          |
| ---- | --------------- | ----------- | ----------- | ----------- | ----------- | ----------- | ----------- | ----------- |
| 2000 | Zakopane        | 4.          | 14.         | 18.         | nd.         | 5.          | nd.         | –           |
| 2001 | Haute Maurienne | 7.          | 35.         | 19.         | nd.         | 2.          | nd.         | –           |

### Puchar Świata

#### Miejsca w klasyfikacji generalnej
| Sezon     | Miejsce |
| --------- | ------- |
| 2001/2002 | 42.     |
| 2002/2003 | 19.     |
| 2003/2004 | 10.     |
| 2004/2005 | 4.      |
| 2005/2006 | 15.     |
| 2008/2009 | 6.      |
| 2009/2010 | 8.      |
| 2010/2011 | 12.     |
| 2011/2012 | 6.      |
| 2012/2013 | 11.     |
| 2013/2014 | 12.     |

#### Zwycięstwa w zawodach chronologicznie
| Lp. | Dzień        | Rok  | Miejscowość     | Konkurencja                | Pudła   | Czas biegu | Przypisy |
| --- | ------------ | ---- | --------------- | -------------------------- | ------- | ---------- | -------- |
| 1.  | 5 grudnia    | 2002 | Östersund       | Sprint na 7,5 km           | 0+0     | 23:43,9    | –        |
| 2.  | 22 lutego    | 2003 | Östersund       | Bieg indywidualny na 15 km | 0+0+0+0 | 50:01,3    | –        |
| 3.  | 11 grudnia   | 2004 | Holmenkollen    | Sprint na 7,5 km           | 0+0     | 20:21,3    | –        |
| 4.  | 18 grudnia   | 2004 | Östersund       | Bieg pościgowy na 10 km    | 0+0+0+2 | 33:48,67   | –        |
| 5.  | 19 marca     | 2005 | Chanty-Mansyjsk | Bieg masowy na 12,5 km     | 1+0+0+0 | 38:08,22   | –        |
| 6.  | 27 listopada | 2005 | Östersund       | Bieg pościgowy na 10 km    | 0+1+1+0 | 32:27,28   | –        |
| 7.  | 22 lutego    | 2009 | Pjongczang      | Bieg masowy na 12,5 km     | 0+0+1+1 | 34:18,34   | MŚ       |
| 8.  | 19 marca     | 2009 | Trondheim       | Sprint na 7,5 km           | 0+0     | 22:56,9    | –        |
| 9.  | 13 stycznia  | 2011 | Ruhpolding      | Bieg indywidualny na 15 km | 0+0+0+0 | 41:46,1    | –        |
| 10. | 16 grudnia   | 2011 | Hochfilzen      | Sprint na 7,5 km           | 0+1     | 20:36,6    | –        |
| 11. | 17 grudnia   | 2011 | Hochfilzen      | Bieg pościgowy na 10 km    | 0+0+0+0 | 31:52,2    | –        |
| 12. | 13 stycznia  | 2012 | Nové Město      | Sprint na 7,5 km           | 0+0     | 23:08,1    | –        |
| 13. | 6 stycznia   | 2013 | Oberhof         | Bieg pościgowy na 10 km    | 0+2+1+0 | 32:01,9    | –        |

#### Miejsca na podium chronologicznie
| Lp. | Dzień        | Rok  | Miejscowość     | Konkurencja                | Lokata | Pudła   | Czas biegu | Strata  | Zwycięzca            |
| --- | ------------ | ---- | --------------- | -------------------------- | ------ | ------- | ---------- | ------- | -------------------- |
| 1.  | 5 grudnia    | 2002 | Östersund       | Sprint na 7,5 km           | 1.     | 0+0     | 23:43,9    | –       | –                    |
| 2.  | 8 grudnia    | 2002 | Östersund       | Bieg pościgowy na 10 km    | 2.     | 1+1+0+0 | 32:55,8    | +16,1   | Kati Wilhelm         |
| 3.  | 22 lutego    | 2003 | Östersund       | Bieg indywidualny na 15 km | 1.     | 0+0+0+0 | 50:01,3    | –       | –                    |
| 4.  | 14 grudnia   | 2003 | Hochfilzen      | Bieg pościgowy na 10 km    | 3.     | 1+2+0+0 | 39:26,8    | +42,9   | Sandrine Bailly      |
| 5.  | 3 marca      | 2004 | Fort Kent       | Sprint na 7,5 km           | 3.     | 0+0     | 21:27,2    | +1:33,2 | Uschi Disl           |
| 6.  | 11 grudnia   | 2004 | Holmenkollen    | Sprint na 7,5 km           | 1.     | 0+0     | 20:21,3    | –       | –                    |
| 7.  | 12 grudnia   | 2004 | Holmenkollen    | Bieg pościgowy na 10 km    | 2.     | 3+0+0+0 | 33:45,3    | +12,0   | Sandrine Bailly      |
| 8.  | 16 grudnia   | 2004 | Östersund       | Sprint na 7,5 km           | 2.     | 0+0     | 23:45,4    | +3,3    | Sandrine Bailly      |
| 9.  | 18 grudnia   | 2004 | Östersund       | Bieg pościgowy na 10 km    | 1.     | 0+0+0+2 | 33:48,67   | –       | –                    |
| 10. | 19 grudnia   | 2004 | Östersund       | Bieg masowy na 12,5 km     | 2.     | 0+0+1+1 | 38:49,0    | +5,8    | Liv Grete Poirée     |
| 11. | 19 lutego    | 2005 | Pokljuka        | Bieg pościgowy na 10 km    | 3.     | 1+2+0+1 | 32:13,6    | +56,4   | Sandrine Bailly      |
| 12. | 5 marca      | 2005 | Hochfilzen      | Sprint na 7,5 km           | 2.     | 0+0     | 21:58,6    | +3,5    | Uschi Disl           |
| 13. | 6 marca      | 2005 | Hochfilzen      | Bieg pościgowy na 10 km    | 3.     | 0+1+1+2 | 33:32,5    | +40,6   | Uschi Disl           |
| 14. | 17 marca     | 2005 | Chanty-Mansyjsk | Bieg pościgowy na 10 km    | 3.     | 2+0+0+0 | 34:39,0    | +22,1   | Kati Wilhelm         |
| 15. | 19 marca     | 2005 | Chanty-Mansyjsk | Bieg masowy na 12,5 km     | 1.     | 1+0+0+0 | 38:08,2    | –       | –                    |
| 16. | 27 listopada | 2005 | Östersund       | Bieg pościgowy na 10 km    | 1.     | 0+1+1+0 | 32:27,2    | –       | –                    |
| 17. | 7 grudnia    | 2005 | Hochfilzen      | Bieg indywidualny na 15 km | 2.     | 1+0+0+0 | 49:06,3    | +40,6   | Anna Carin Zidek     |
| 18. | 14 lutego    | 2009 | Pjongczang      | Sprint na 7,5 km           | 3.     | 0+0     | 21:11,1    | +27,1   | Kati Wilhelm         |
| 19. | 15 lutego    | 2009 | Pjongczang      | Bieg pościgowy na 10 km    | 3.     | 0+3+1+2 | 34:12,3    | +24,1   | Helena Ekholm        |
| 20. | 22 lutego    | 2009 | Pjongczang      | Bieg masowy na 12,5 km     | 1.     | 0+0+1+1 | 34:18,34   | –       | –                    |
| 21. | 11 marca     | 2009 | Whistler        | Bieg indywidualny na 15 km | 2.     | 0+0+0+1 | 42:44,6    | +39,3   | Simone Hauswald      |
| 22. | 13 marca     | 2009 | Whistler        | Sprint na 7,5 km           | 3.     | 0+0     | 19:43,6    | +1,6    | Magdalena Neuner     |
| 23. | 19 marca     | 2009 | Trondheim       | Sprint na 7,5 km           | 1.     | 0+0     | 22:56,9    | –       | –                    |
| 24. | 21 marca     | 2009 | Trondheim       | Bieg pościgowy na 10 km    | 2.     | 0+0+0+1 | 30:08,8    | +12,9   | Andrea Henkel        |
| 25. | 11 grudnia   | 2010 | Hochfilzen      | Sprint na 7,5 km           | 3.     | 0+1     | 23:10,8    | +49,7   | Anna Carin Zidek     |
| 26. | 12 grudnia   | 2010 | Hochfilzen      | Bieg indywidualny na 15 km | 3.     | 1+1+0+0 | 34:09,1    | +36,0   | Helena Ekholm        |
| 27. | 21 lutego    | 2010 | Vancouver       | Bieg masowy na 12,5 km     | 2.     | 0+0+1+0 | 35:19,6    | +5,5    | Magdalena Neuner     |
| 28. | 13 marca     | 2010 | Kontiolahti     | Sprint na 7,5 km           | 2.     | 0+0     | 21:17,5    | +8,4    | Darja Domraczewa     |
| 29. | 18 grudnia   | 2010 | Pokljuka        | Sprint na 7,5 km           | 3.     | 0+0     | 23:05,2    | +17,0   | Magdalena Neuner     |
| 30. | 13 stycznia  | 2011 | Ruhpolding      | Bieg indywidualny na 15 km | 1.     | 0+0+0+0 | 41:46,1    | –       | –                    |
| 31. | 21 stycznia  | 2011 | Antersleva      | Sprint na 7,5 km           | 3.     | 0+1     | 20:08,1    | +36,4   | Tora Berger          |
| 32. | 20 marca     | 2011 | Holmenkollen    | Bieg masowy na 12,5 km     | 3.     | 0+0+1+0 | 36:13,0    | +25,0   | Darja Domraczewa     |
| 33. | 9 grudnia    | 2011 | Hochfilzen      | Sprint na 7,5 km           | 3.     | 1+0     | 21:09,2    | +22,7   | Magdalena Neuner     |
| 34. | 10 grudnia   | 2011 | Hochfilzen      | Bieg pościgowy na 10 km    | 2.     | 0+0+0+1 | 29:34,4    | +0,3    | Darja Domraczewa     |
| 35. | 16 grudnia   | 2011 | Hochfilzen      | Sprint na 7,5 km           | 1.     | 0+1     | 20:36,6    | –       | –                    |
| 36. | 17 grudnia   | 2011 | Hochfilzen      | Bieg pościgowy na 10 km    | 1.     | 0+0+0+0 | 31:52,2    | –       | –                    |
| 37. | 6 stycznia   | 2011 | Oberhof         | Sprint na 7,5 km           | 3.     | 0+0     | 22:27,6    | +43,4   | Magdalena Neuner     |
| 38. | 13 stycznia  | 2012 | Nové Město      | Sprint na 7,5 km           | 1.     | 0+0     | 23:08,1    | –       | –                    |
| 39. | 4 lutego     | 2012 | Holmenkollen    | Bieg pościgowy na 10 km    | 2.     | 0+0+0+0 | 31:22,5    | +36,5   | Magdalena Neuner     |
| 40. | 6 stycznia   | 2013 | Oberhof         | Bieg pościgowy na 10 km    | 1.     | 0+2+1+0 | 32:01,9    | –       | –                    |
| 41. | 13 stycznia  | 2013 | Ruhpolding      | Bieg masowy na 12,5 km     | 3.     | 0+0+0+1 | 37:14,4    | +37,8   | Tora Berger          |
| 42. | 7 marca      | 2013 | Soczi           | Bieg indywidualny na 15 km | 2.     | 0+0+0+0 | 45:45,2    | +34,6   | Darja Domraczewa     |
| 43. | 29 listopada | 2013 | Östersund       | Sprint na 7,5 km           | 2.     | 0+0     | 20:41,2    | +15,9   | Ann Kristin Flatland |
| 44. | 9 marca      | 2014 | Pokljuka        | Bieg masowy na 12,5 km     | 3.     | 0+0+1+0 | 36:16,4    | +35,9   | Darja Domraczewa     |
| 45. | 13 marca     | 2014 | Kontiolahti     | Sprint na 7,5 km           | 2.     | 0+0     | 20:36,3    | +6,1    | Kaisa Mäkäräinen     |
| 46. | 16 marca     | 2014 | Kontiolahti     | Bieg pościgowy na 10 km    | 3.     | 4+0+0+1 | 31:52,0    | +1:54,3 | Kaisa Mäkäräinen     |

### Puchar IBU

#### Miejsca w klasyfikacji generalnej
| Sezon     | Miejsce |
| --------- | ------- |
| 2004/2005 | 24.     |
| 2007/2008 | 67.     |

#### Miejsca na podium chronologicznie
| Lp. | Dzień        | Rok  | Miejscowość | Konkurencja      | Lokata | Pudła | Czas biegu | Strata | Zwycięzca             |
| --- | ------------ | ---- | ----------- | ---------------- | ------ | ----- | ---------- | ------ | --------------------- |
| 1.  | 24 listopada | 2004 | Geilo       | Sprint na 7,5 km | 1.     | 1+0   | 22:50,9    | –      | –                     |
| 2.  | 27 listopada | 2004 | Geilo       | Sprint na 7,5 km | 2.     | 0+1   | 23:37,1    | +21,5  | Swietłana Czernousowa |